# Pohár dobročinnosti
Pohár dobročinnosti neboli Charity Cup byl první pohárovou soutěží ve fotbale, která byla organizována na českém území. Pohár se hrál v letech 1906 až 1916. Vyřazovacím způsobem se hrál až od roku 1909. Významná část z výnosů ze zápasů byla určena pro Český pomocný zemský spolek pro nemocné plicními chorobami v Království českém, konkrétně pro sanatorium v Nové Vsi pod Pleší.

## Vítězové jednotlivých ročníků
Neoficiální
- 1906	SK Smíchov - Meteor VIII - 1:0
- 1907	SK Smíchov - AC Sparta Praha B - 3:1
- 1908	SK Slavia Praha B (hrála se finálová skupina)

Oficiální
- 1909 – AC Sparta Praha
- 1910 – SK Slavia Praha
- 1911 – SK Slavia Praha
- 1912 – SK Slavia Praha
- 1913 – Viktoria Žižkov
- 1914 – Viktoria Žižkov
- 1915 – AC Sparta Praha
- 1916 – Viktoria Žižkov
- 1918 – AC Sparta Praha
- 1919 – AC Sparta Praha